# Tenerife Club de Baloncesto
El Tenerife Club de Baloncesto es un equipo de baloncesto español con sede en San Cristóbal de La Laguna, fundado el 19 de junio de 1996 con el nombre de Tenerife Canarias, a raíz de la fusión entre el Tenerife Amigos del Baloncesto y el Club Baloncesto Canarias. Los colores que identificaban al club eran el azul y el blanco.
En total, el club participó en dos ocasiones en la máxima categoría (2003-04 y 2004-05), doce en Liga Española de Baloncesto Oro. Históricamente es el cuadragésimo quinto mejor equipo de España, con veinticinco victorias. Durante la mayor parte de su historia, el club jugó en el Pabellón Insular Santiago Martín, aunque también disputó partidos en el  Pabellón Ríos Tejera, el Palacio Municipal de Los Deportes y en sus últimas temporadas en el Pabellón del Instituto de Enseñanza Secundaria (IES) Tegueste.
Después de varios años sin actividad deportiva, volverá a competir en la temporada 2024-25 en una categoría aún por definir.

## Historia

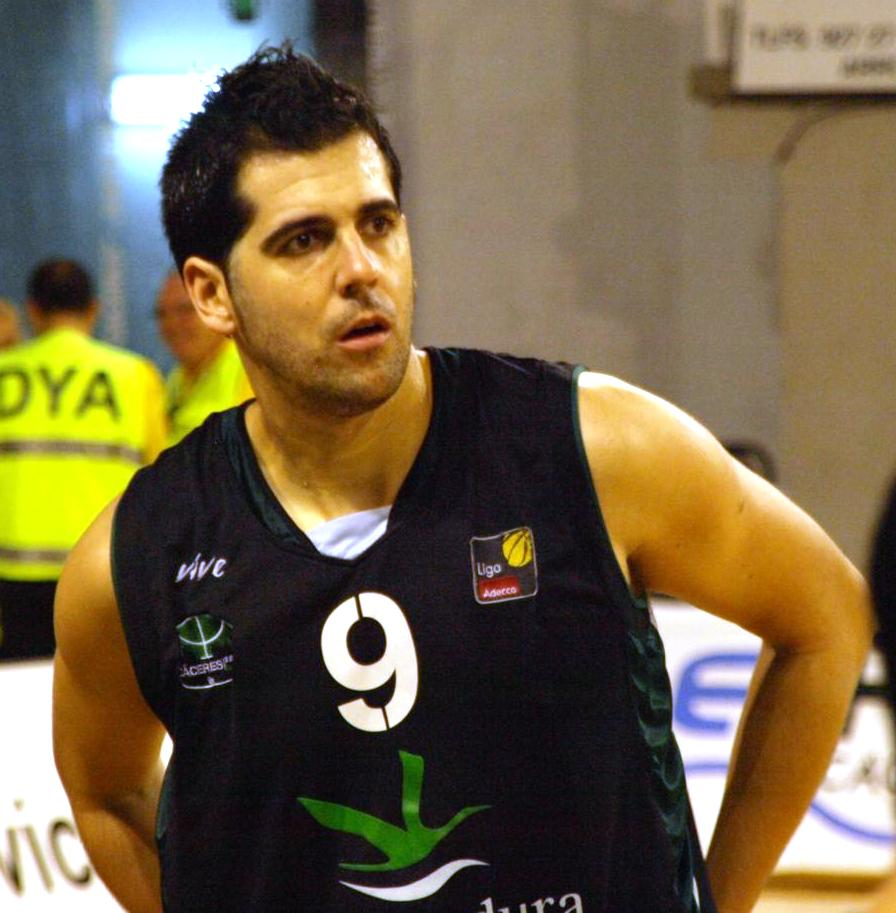
Francis Sánchez, jugador del equipo desde 2006 a 2009.

El club se fundó el 19 de junio de 1996 con el nombre de «Tenerife Canarias», a través de la fusión del Tenerife Amigos del Baloncesto y el Club Baloncesto Canarias, equipos creados en 1986 y 1939, respectivamente. Poco días después de su creación y tras convertirse en sociedad anónima deportiva, se inscribió en la Liga Española de Baloncesto (LEB), la cual estaba en su primera edición. Junto con otras trece entidades, fundó la categoría, la cual sustituyó a la Liga EBA y se transformó en el segundo nivel del baloncesto en España.

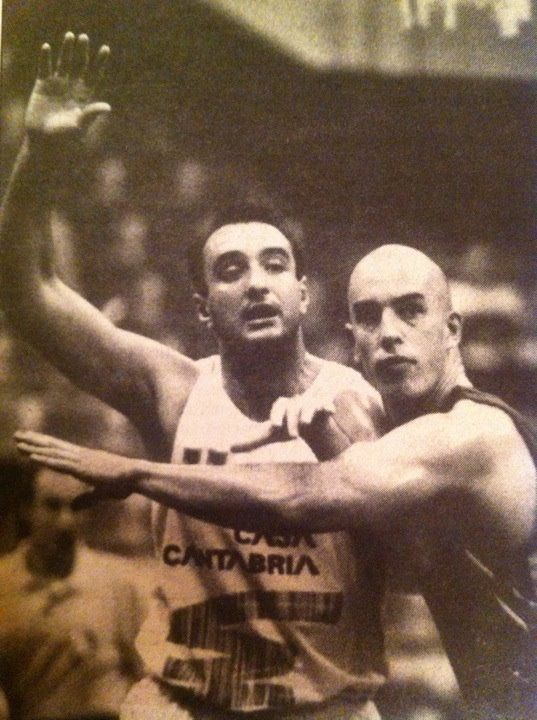
Iñaki Zubizarreta (en la derecha) jugó durante la temporada 1999-00 en el equipo.

En la temporada 2002-03 consiguió ganar la Copa Príncipe de Asturias. Esa misma temporada el equipo logró el ascenso a la ACB después de vencer en el play-off al León. Después de dos temporadas en la máxima categoría, la temporada 2004-05 volvió a bajar a la Liga LEB.
En la temporada 2008-09 el club fichó a Adrián Boccia, Pat Carroll, Christian Maraker, José Ángel Antelo y a Lamont Hamilton. A mediados de campaña Antwain Barbour abandonó el equipo por problemas extradeportivos, fichando posteriormente por el Erdemir de la liga de Turquía. En la jornada 10 de campeonato Barbour consiguió convertirse en el máximo anotador en un partido de la LEB Oro, tras anotar 50 puntos contra el Lucentum Alicante. Al final, en la liga regular quedaron quintos clasificados, ganando veintiún partidos y perdiendo trece de los treinta y cuatro encuentros disputados. Por el camino consiguieron una victoria en el derbi canario contra el Canarias, por 87-71. Se clasificaron al play-off de ascenso a la ACB por haber conseguido el quinto puesto. Los cuartos de final les enfrentó al sexto clasificado, el Club Baloncesto Málaga, ante el que ganaron 83-77 en Tenerife y al que derrotaron en Málaga por 66-67. En las semifinales, sin embargo, cayeron contra el Club Melilla Baloncesto por 91-87 a partido único en Melilla.
Al año siguiente (2009-10), el entrenador Rafa Sanz se hizo cargo del Unión Baloncesto La Palma y se contrató al tinerfeño Iván Déniz para sustituirle. También firmaron por el club Daniel González, Dave Fergerson, Eric Sánchez, José Manuel, Sergio Pérez, Toni Hernández, Gustavo Ayón (cedido por el Fuenlabrada) y el argentino Bruno Fiorotto. El equipo se salvó tras quedar undécimo en liga, pero descendió directamente a la Liga EBA porque renunció a jugar la LEB Oro de la temporada 2010-11. Renunció debido a que en junio de 2010 se unificó con el Cantera Base 1939 Canarias, acordando que fuera este el que ocupara la plaza en LEB Oro y que el Tenerife sirviera como equipo filial y de cantera.
La campaña 2012-13 fue la última en la historia del club. Debido a los problemas con el descenso de categoría a la Primera División Nacional, se trasladó al Pabellón del Instituto de Enseñanza Secundaria (IES) Tegueste. Consiguió quedar campeón del grupo canario con trece victorias y una sola derrota. Sin embargo, en la final a cuatro cayó derrotado ante el Real Club Náutico de Tenerife de Baloncesto por un marcador de 66 a 69, perdiendo la oportunidad de ascender.

## Patrocinadores
Se fundó con el nombre de Tenerife Canarias, a raíz de la fusión del Tenerife Amigos del Baloncesto y el Club Baloncesto Canarias. En 1999, por motivos de patrocinio se denominó Tenerife Atún de Canarias. A partir de la temporada 2000-01 adoptó el nombre oficial de Tenerife Club de Baloncesto. En 2002 la empresa Unión Eléctrica de Canarias pasó a ser principal patrocinador y el equipo se denominó Tenerife Unelco. En 2005 se anunció que la entidad Tenerife Rural sería el nuevo patrocinador, pero dejó de serlo en 2010, tras lo cual el equipo adoptó el nombre de Tenerife Baloncesto, hasta su desaparición en el año 2013.

## Datos del club
- Puesto histórico: 44.º
- Temporadas en 1.ª: 2
- Mejor puesto en la liga: 10.º (temporada 2003-04).
- Peor puesto en la liga: 17.º (temporada 2004-05).

## Palmarés
- Liga LEB Oro: un título

- Campeones: 2002-03

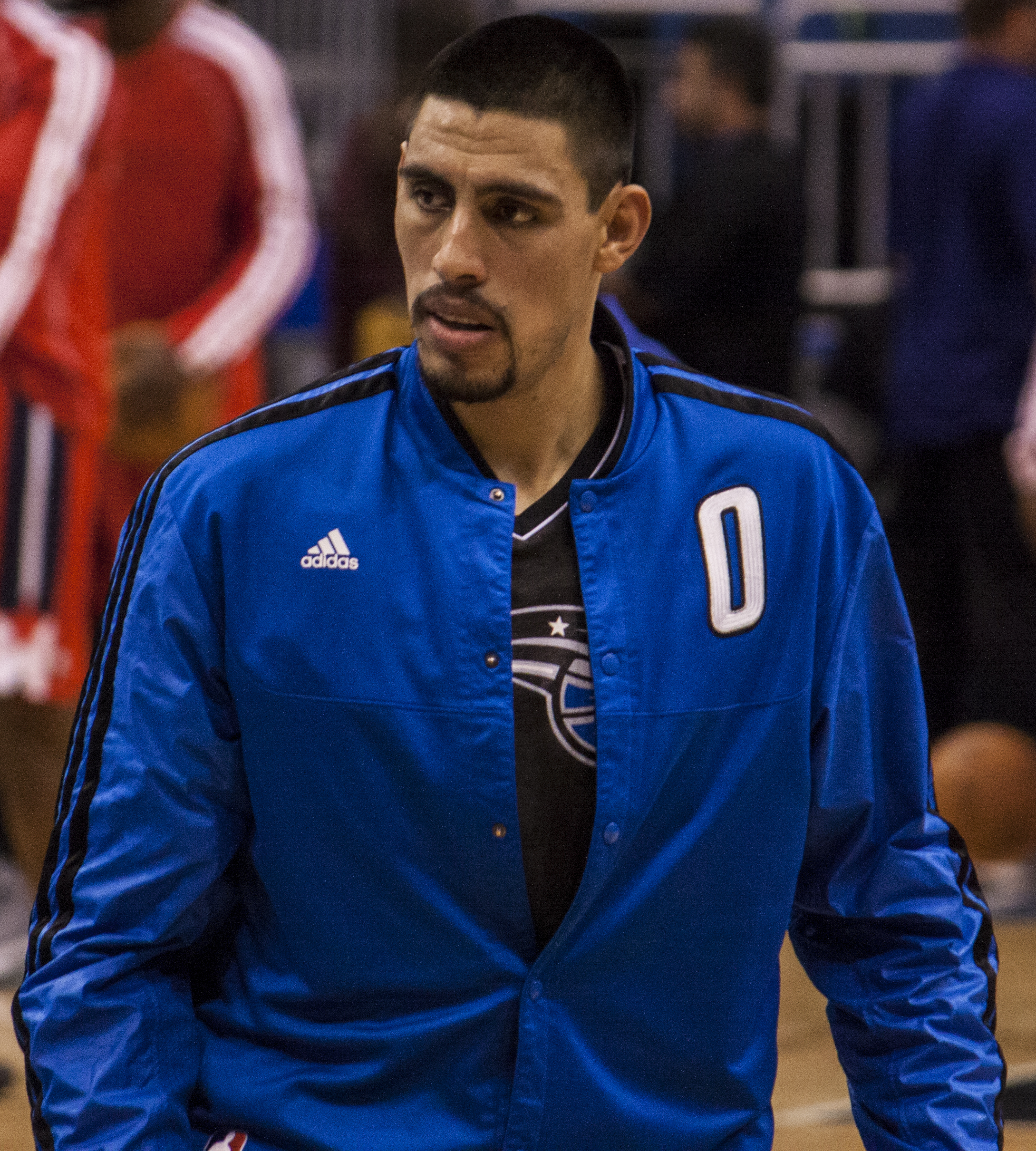
Gustavo Ayón, jugador del equipo durante la temporada 2009-10.

- Copa Princesa de Asturias: un título

- Campeones: 2002-03
- Subcampeones: 1999-00, 2001-02

- Liga EBA: un título

- Campeones: 2010-11

- Primera División Nacional de Baloncesto: un título

- Campeones: 2012-13

- Trofeo Gobierno de Canarias: dos títulos

- Campeones: 2002, 2005
- Subcampeones: 2007, 2008

## Pabellón

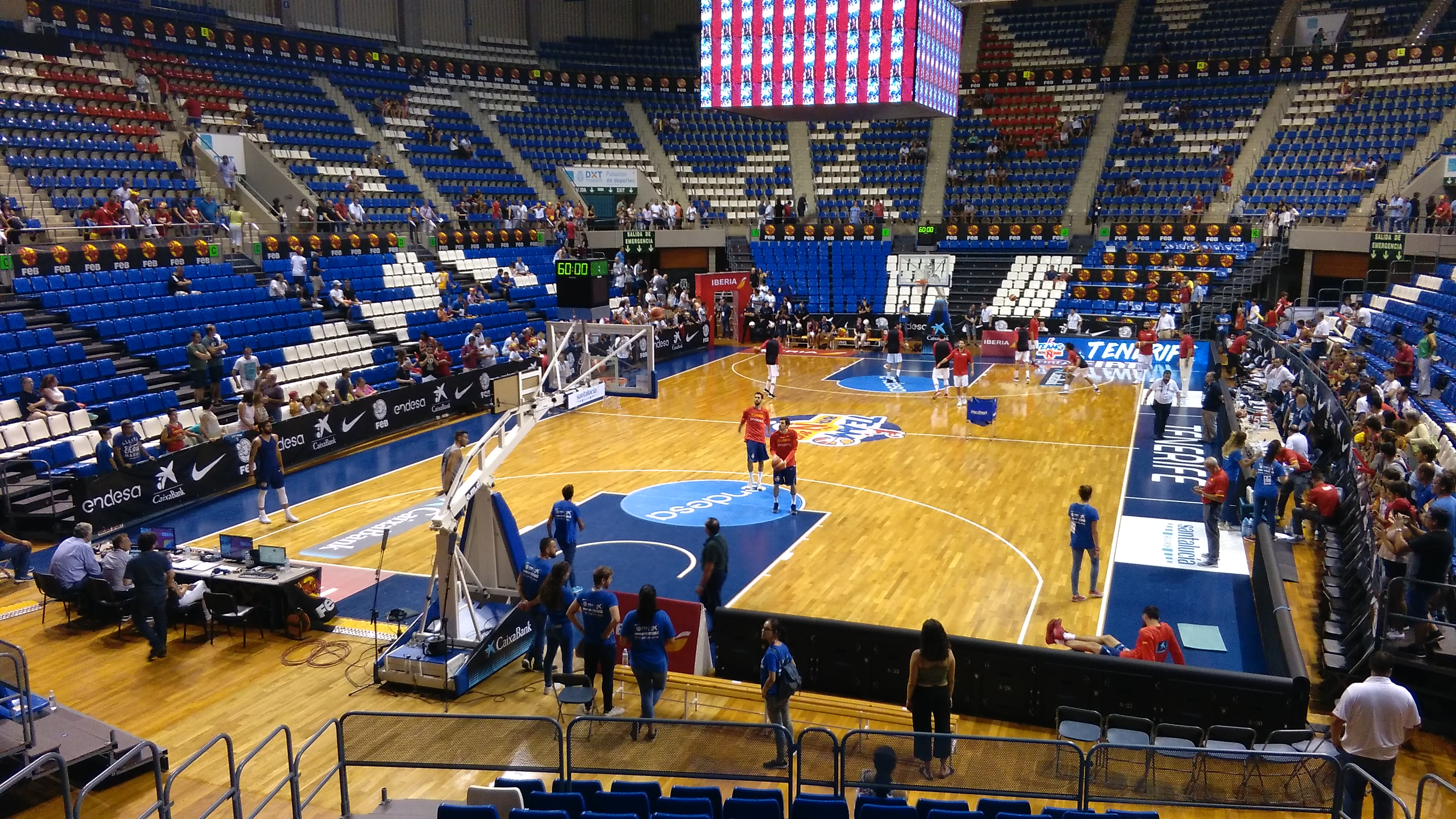
Pabellón Santiago Martín

El club disputaba sus partidos en el Pabellón Insular Santiago Martín, también conocido popularmente como La Hamburguesa. El edificio es propiedad del Cabildo de Tenerife y el Ayuntamiento de San Cristóbal de La Laguna y se inauguró el 20 de abril de 1999. Se encuentra situado en la calle Mercedes s/n, al lado de la Autopista del Norte de Tenerife (TF-5). Tiene una capacidad para albergar a 5100 personas, con una superficie total de 14 334 metros cuadrados.
Anteriormente, disputaba los partidos en el Pabellón Ríos Tejera, situado en la Calle Leopoldo de la Rosa Olivera 8, y después en el Palacio Municipal de Los Deportes, situado en el barrio La Salle, al lado de otra grande infraestructura deportiva como el Estadio Heliodoro Rodríguez López (estadio de fútbol donde juega el Club Deportivo Tenerife). En su última temporada alterno algunos partidos entre el Santiago Martín y el Pabellón del Instituto de Enseñanza Secundaria (IES) Tegueste.

## Entrenadores
| Período   | Entrenador       | Observaciones |
| --------- | ---------------- | --- |
| 1996-     |                  | |
|           |                  | |
| -2000     | Rafael Calvo     | |
| 2000-2001 | Jou Costa        | Dirigió al equipo en la temporada 2000-01. |
| 2001-2002 | Pedro Martínez   | Fichado en mayo de 2001. |
| 2002-2004 | Paco García      | Rescindió su contracto. |
| 2004      | Iván Déniz       | |
| 2004-2005 | Gustavo Aranzana | Fichado en mayo de 2004. |
| 2005-2006 | Ángel Jareño     | Llegó para la temporada 2005-06 por dos años.                                                                                                   |
| 2006-2009 | Rafa Sanz        | |
| 2009-2010 | Iván Déniz       | Fichó por el equipo el 24 de julio de 2009. Al terminar la temporada 2009-10 firmó dos meses por el Trotamundos Carabobo de la liga venezolana. |
| 2010-2012 | Jou Costa        | 2010-11 primera temporada, 2011-12 última. |
| 2012-2013 | Ruymán Delgado   | Fichado el 23 de enero de 2012. |

## Presidentes
| Período   | Presidente           | Observaciones |
| --------- | -------------------- | --- |
| 1996-1998 | Marcos Guimerá       | Dimitió en 1998 por motivos personales. |
| 1998-1999 | Claudio García       | Fue elegido presidente en enero de 1998. Dimitió en agosto de 1999.                                                                                                |
| 1999-2000 | José Manuel Carbajo  | Ocupaba el puesto de tesorero. Tras una moción de censura de los socios del club dejó el cargo en abril del 2000.                                                  |
| 2000      | Domingo Domínguez    | Tras dejar la presidencia Manuel Carbajo se hizo cargo del club en mayo del 2000 debido a que era el vicepresidente. Pocos meses después de ser elegido, falleció. |
| 2000-2004 | José Manuel González | Sustituyó a Domingo en septiembre del año 2000. Dimitió en mayo de 2004.                                                                                           |
| 2004-2005 | Juan Gutiérrez Pérez | Tomó posición del cargo el 6 de junio de 2004. |
| 2005-2010 | José Miguel Martín   | Se hizo cargo del club el 2 de marzo de 2005. Dimitió en marzo de 2010, en el día de su cumpleaños.                                                                |
| 2010-2012 | Francisco Padrón     | Fue elegido presidente en marzo de 2010. Dimitió a finales de mayo del año 2012.                                                                                   |
| 2012-2013 | Victoriano Rodríguez | Tras la dimisión de Francisco fue nombrado presidente en junio de 2012 debido a que era el vicepresidente. Dimitió en mayo de 2013.                                |
| 2013      | José Manuel González | Se hizo cargo del club el 13 de junio de 2013. Dimitió en octubre del mismo año.                                                                                   |